# Absonderungsrecht
Absonderung ist ein Rechtsbegriff im deutschen Insolvenzrecht, der die gesonderte Befriedigung eines Insolvenzgläubigers außerhalb des eigentlichen Insolvenzverfahrens aufgrund eines ihm zustehenden Sicherungsrechts zum Inhalt hat.

## Allgemeines
Das deutsche Insolvenzrecht wird vom Grundsatz der gleichmäßigen Befriedigung der Gläubiger beherrscht (lateinisch par conditio creditorum). Dieses Prinzip wird jedoch häufig durchbrochen. Die Insolvenzordnung (InsO) kennt im Grundsatz nur eine Klasse von Insolvenzgläubigern (§ 38 InsO) und sieht lediglich für einen Ausnahmebereich nachrangige Insolvenzgläubiger vor (§ 39 InsO). Das Gesetz unterteilt die Gläubiger in
- aussonderungsberechtigte Gläubiger (§ 47 InsO)
- absonderungsberechtigte Gläubiger (§§ 49 ff. InsO)
- aufrechnungsberechtigte Gläubiger (§§ 94bis 96 InsO)
- Massegläubiger (§§ 53 ff. InsO)
- sonstige Gläubiger.

Die sonstigen Gläubiger sind die eigentlichen Insolvenzgläubiger.
Die Absonderung ist auf die bevorzugte Befriedigung aus der Insolvenzmasse gerichtet. Ziel eines Gläubigers, der sich Realsicherheiten bestellen lässt, ist der Erwerb von Absonderungsberechtigungen im Falle einer Insolvenz seines Schuldners. Die Realsicherheiten geben dem Gläubiger die Möglichkeit, Vorabbefriedigung aus dem Erlös für den bestimmten Gegenstand zu verlangen (§§ 805 ZPO, 49 ff. InsO). Dieser Gegenstand wird zugleich der Gläubigergesamtheit wirtschaftlich bis zur Höhe des Absonderungsrechts entzogen. Durch Absonderungsrechte wird dem Bedürfnis Rechnung getragen, insolvenzfeste Sicherheiten zu schaffen.

## Absonderungsfähigkeit
Die InsO sieht für Kreditsicherheiten ausschließlich Absonderungsberechtigungen vor (§§ 49 bis 51 InsO). Absonderungsfähig sind alle Kreditsicherheiten, die der Insolvenzschuldner aus seinem Vermögen seinen Gläubigern zur Verfügung gestellt hat; insoweit muss der Insolvenzschuldner hierbei als Sicherungsgeber und Kreditnehmer fungieren. Aus diesem Grunde stellen Kreditsicherheiten ein Insolvenzprivileg gegenüber den ungesicherten Gläubigern (Blankokredite) dar. Absonderungsfähig sind außerdem Rechte aus Sicherungsübereignung (Sicherungsübereignung von Kraftfahrzeugen), Sicherungsabtretung, Grundpfandrechte sowie aus der Verpfändung von Sachen oder Rechten.
Maßgebend für die Absonderungsfähigkeit sind die §§ 49 InsO (Grundpfandrechte), § 50 InsO (gesetzliche, vertragliche und Pfändungspfandrechte: Vermieterpfandrecht, Verpfändung oder Pfändung) und § 51 InsO (Sicherungsübereignung, Sicherungsabtretung, kaufmännische Zurückbehaltungsrechte). In § 52 InsO wird klargestellt, dass der Sicherungsnehmer nur dann Insolvenzgläubiger ist, wenn der Insolvenzschuldner auch die persönliche Haftung übernommen hat.

## Verfahren
Absonderung ist das Recht eines Gläubigers, sich aus dem Verwertungserlös eines der Soll-Insolvenzmasse zugehörigen Gegenstandes außerhalb der allgemeinen Vorschriften des Insolvenzverfahrens vorzugsweise zu befriedigen. Die vorzugsweise Befriedigung aus den Sicherungsrechten erfolgt nach den §§ 166 bis 173 InsO. Danach ist der Insolvenzverwalter zur Verwertung des Sicherungsguts berechtigt und muss den Verwertungserlös abzüglich der angefallenen Verwertungskosten unverzüglich an den Sicherungsnehmer auskehren (§§ 166 Abs. 1, 170 Abs. 1 und § 171 InsO). Wenn ausnahmsweise eine Verwertungsberechtigung nach § 166 Abs. 1 InsO besteht, kann der Insolvenzverwalter dem Sicherungsnehmer die Verwertung des Sicherungsguts überlassen (§ 170 Abs. 2 InsO). Dabei richtet sich das Verfahren bei Grundpfandrechten nach dem Gesetz über die Zwangsversteigerung und die Zwangsverwaltung (ZVG) und bei den Realsicherheiten an Mobilien nach §§ 166 bis 173 InsO.
Der Sicherungsnehmer trägt dabei das Risiko, dass die erzielten Verwertungserlöse seine Forderung nicht decken. Erleidet der Sicherungsnehmer bei zu geringen Verwertungserlösen einen Ausfall, so nimmt seine darüber hinausgehende Forderung als ungesicherte Forderung am weiteren Insolvenzverfahren teil (§ 52 Satz 2 InsO). Übersteigen hingegen die Verwertungserlöse die Forderung des Sicherungsnehmers, wird der übersteigende Teil der Insolvenzmasse zugeführt.

### Ersatzaussonderung
Dem absonderungsberechtigten Sicherungsnehmer steht analog zum Verfahren bei der Aussonderung auch eine Ersatzabsonderung zu (§ 48 InsO). Sofern der Sicherungsgeber vor oder der Insolvenzverwalter nach Eröffnung des Insolvenzverfahrens ein Sicherungsgut unberechtigt veräußert hat, kann der Sicherungsnehmer die Herausgabe der Gegenleistung in voller Höhe der gesicherten Forderung beanspruchen.
In dem Fall, dass ein Gegenstand, der mit einem Aussonderungsrecht belastet ist, unberechtigt veräußert wird, wird dem Aussonderungsberechtigten Schutz gewährt. Zunächst ist jedoch zu fragen, ob die Anwendung eines immerhin gesetzlich nicht geregelten Instruments erforderlich ist. Ein Absonderungsrecht (und somit nicht Ersatz-Absonderungsrecht) kann sich an dem Surrogat fortsetzen. So erstreckt sich etwa bei einem verlängerten Eigentumsvorbehalt das Absonderungsrecht auf den Erlös. Ist dies nicht der Fall, etwa wenn keine Verlängerung des Eigentumsvorbehalts vereinbart wurde, kommen weitere Rechte in Betracht. Entsprechend dem § 48 Satz 2 InsO kann z. B. die Ersatzabsonderung vereitelt sein, wenn die Gegenleistung nicht mehr unterscheidbar in der Masse vorhanden ist (so etwa, wenn die Gegenleistung auf einem im Minus befindlichen Konto eingegangen und sofort mit dem Soll verrechnet wurde).

### Praktische Bedeutung
Das Absonderungsrecht kommt insbesondere Kreditinstituten zugute. Aufgrund ihrer wirtschaftlichen Stellung als Kreditgeber können sie bei bonitätsschwächeren Kreditnehmern die Bestellung von Sicherungsrechten verlangen, während wirtschaftlich schwächere Gläubiger oft unbesicherten Kredit geben. Lieferanten sind häufig durch Eigentumsvorbehalte gesichert, die ein Aussonderungsrecht gewähren.
Die wirtschaftliche Situation eines Schuldners ist nicht selten davon geprägt, dass auf seinen Grundstücken wertausschöpfende Grundschulden der finanzierenden Banken lasten, Lieferanten sich das Eigentum vorbehalten, wobei der sog. verlängerte Eigentumsvorbehalt der Sicherungsübereignung entspricht, und Forderungen aus laufenden Geschäften sind an kreditgebende Banken im Wege der Globalzession zur Sicherheit abgetreten. Die Einrichtung fällt unter das Vermieterpfandrecht, soweit nicht schon Eigentumsvorbehalte greifen. Kautelarjuristisch herausfordernd, insbesondere bei Gestaltung von AGB, ist die Berücksichtigung der Interessen der anderen Sicherungsnehmer sowie die Vermeidung der Knebelung des Schuldners. Zum einen haben Sicherungsnehmer auf das Verbot einer Überbesicherung des § 138 BGB zu achten, andererseits müssen etwa Kreditinstitute dem Sicherungsinteresse der Lieferanten Rechnung tragen und die Globalzession insoweit einschränken.
Absonderungsrechte durch Pfändung (§ 50 InsO) können vor allem Behörden leicht durchsetzen. Diese verschaffen sich selbst den erforderlichen Titel durch eigene Verfügung und stellen diesen auch selbst zu. Insbesondere Finanzämter und Krankenkassen können auf diesem Weg ggf. verbliebenes freies Vermögen des Schuldners durch Absonderungsrechte belasten.
Nicht zuletzt diese umfangreichen Sicherungsrechte führen zu äußerst geringen Quoten für die unbesicherten Gläubiger.

### Kostenpauschalen
Der Insolvenzverwalter erhält aus dem Verwertungserlös eine Pauschale von 4 Prozent für die Feststellung des abzusondernden Gegenstandes und der Rechte an diesem (§§ 171 Abs. 1 InsO), dazu eine weitere Pauschale für die Kosten der Verwertung in Höhe von weiteren 5 Prozent. Hinzu kommt die Mehrwertsteuer von 19 Prozent, wenn die Verwertung zu einer Belastung der Insolvenzmasse mit der Umsatzsteuer geführt hat. Liegen die tatsächlich entstandenen Verwertungskosten erheblich höher oder niedriger als die Pauschalen, sind die tatsächlich entstandenen Kosten anzusetzen (§ 171 Abs. 2 S. 2 InsO).

## International
Absonderung bedeutet nach schweizerischem Sprachgebrauch die Ausscheidung von Vermögenswerten aus der Konkursmasse „von Amtes wegen“. Eine Aussonderung muss dagegen vom jeweiligen Rechtsinhaber verlangt werden.
In Österreich gibt es eine zum deutschen Insolvenzrecht vergleichbare Regelung der Aussonderung in § 120 IO.